# 塞康德梅薩 (亞利桑那州)
第二梅薩（英語：Second Mesa）是位於美國亞利桑那州納瓦霍縣的一個人口普查指定地區。根據2010年美國人口普查，該地人口為962人，而該地的面積約為103.96平方千米。

## 地理
第二梅薩的座標為35°49′03″N 110°30′15″W / 35.81750°N 110.50417°W，而該地最高點為海拔高度1737米（即5700英尺）。